# Oracle WebLogic
Oracle WebLogic – rodzina produktów pierwotnie firmy WebLogic Inc. (przejętej w 1998 r. przez BEA Systems, a następnie w 2008 r. przez Oracle Corporation), będąca prekursorem normy Java EE (dawniej J2EE) i przez wiele lat wiodącą jej implementacją.